# Центр підготовки сил спеціальних операцій армії США
Центр підготовки та школа сил спеціальних операцій армії США імені Джона Кеннеді (англ. U.S. Army John F. Kennedy Special Warfare Center and School, SWCS) — військовий навчальний заклад, навчальний центр, що структурно входить до складу Командування спеціальних операцій армії США, й призначений для всебічної підготовки операторів, фахівців та спеціалістів сил спеціальних операцій армії США, забезпечення ефективного процесу їх тренування та навчання, удосконалення доктрини застосування ССО армії, а також для тестування нових форм та способів застосування сил спецоперацій й випробування нових зразків озброєння та військової техніки, оснащення тощо.

## Історія
Центр підготовки ССО армії США веде своє походження від заснування в 1950 році Управління психологічних операцій (англ. Psychological Warfare (PSYWAR) Division) у форті Райлі, в штаті Канзас, з часом перетворене на Центр підготовки психологічних операцій армії США (англ. U.S. Army Psychological Warfare Center and School) та передислоковане до форту Брегг у 1952 році.
У 1956, Центр PSYWAR перепрофільований на Центр підготовки ССО й Школу підготовки ССО армії США. На Школу покладалися завдання розвитку доктрини, стратегії застосування сил спецоперацій армії, тренування та навчання оперативників спецоперацій та фахівців психологічних операцій, а також випробування нової техніки та обладнання. З 1960 року, Школа перебрала на себе відповідальність з вивчення новітніх форм та способів ведення контрпартизанської боротьби. В 1962 у складі Центру заснована нова тренувальна група ССО для відбору та селекції знов набраних кандидатів до операторів. Комітет підвищеного тренінгу здійснював вивчення сучасних форм інфільтрації та ексфільтрації спеціалістів ССО на місце проведення спеціальних місій та операцій.
16 травня 1969, Школа була перейменована на Інститут військової допомоги армії США, який додатково запроваджував тренування десантування з парашутом спеціалістів ССО з великих та малих висот й навчання з дайвінгу.
1 квітня 1972 Школа військово-цивільного адміністрування армії була переведена з форту Гордон до форту Брегг, де увійшла до штату Центру.
У 1973 Центр підпорядкований створеному Командуванню навчання та доктрин армії США. 1 червня 1982 начальник штабу армії затвердив рішення про утворення Центра підготовки сил спеціальних операцій армії США імені Джона Кеннеді.
1 жовтня 1983 Центр був об'єднаний з Школою підготовки ССО й отримав сучасну назву — Центр підготовки та школа сил спеціальних операцій армії США імені Джона Кеннеді (SWCS).
20 червня 1990 SWCS був виведений зі складу Командування навчання та доктрин армії США й підпорядкований Командуванню ССО армії.

## Відомі випускники
- Стенлі Маккрістал